# マリオン・G・デーンホフ
マリオン・ヘッダ・イルゼ・グレーフィン（女伯爵）・フォン・デーンホフ（Marion Hedda Ilse Gräfin von Dönhoff、1909年12月2日 - 2002年3月11日）は、東プロイセンの貴族の家系に生まれたドイツの著作家。反ナチ運動の一環としてヒトラー暗殺計画に参加。1946年の『ディー・ツァイト』紙創刊に参加し、政治問題担当、編集長、経営責任者として同紙上で東側諸国との和解を訴え続けた。ソ連軍の東プロイセン侵攻に伴う住民の避難・逃亡とその後の苦難を描いた『もう誰も口にしない名前』（邦題『喪われた栄光 ― プロシアの悲劇』）のほか、冷戦期に執筆した東西和解に関する著作物によりドイツ書籍協会平和賞など多くの賞を受賞した。

## 背景

### デーンホフ伯爵家

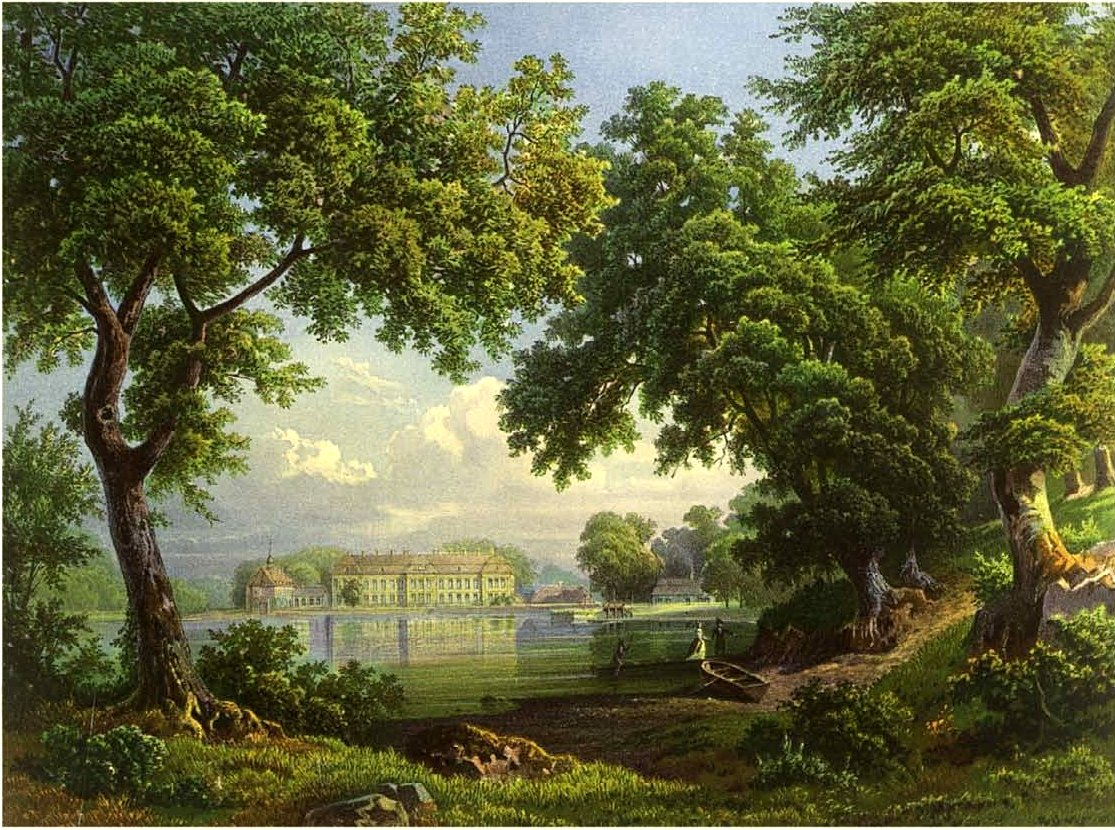
アレクサンダー・ドゥンカー作《フリードリヒシュタイン城》(1857-1883年頃)

マリオン・G・デーンホフは1909年12月2日、東プロイセンのケーニヒスベルク（現ロシア連邦・カリーニングラード）から約20キロのところにあるフリードリヒシュタイン城を中心とする所領を有する貴族の家系に生まれた。デーンホフ家はドーン家、レーンドルフ家と並ぶ東プロイセンの地主貴族（ユンカー）であり、始祖は、ヴェストファーレンの古貴族であったことが確認されている。父アウグスト・フォン・デーンホフ伯 (1845–1920) はプロイセン貴族院の世襲議員。母マリーア・フォン・レーペル (1869-1940) はフリードリヒ3世 (ドイツ皇帝) の妃ヴィクトリアに仕える女官であり、マリオンは8人兄弟姉妹の末子である。父アウグストはデーンホフ家の本拠であるフリードリヒシュタイン所領6,681ヘクタールを世襲財産（フィデイコミス）として相続した。デーンホフ家が1666年から所有していたフリードリヒシュタイン城は王の部屋を備えたロココ建築の壮麗な城館であったが、これは、もともと、フリードリヒ大王が東プロイセン視察旅行用の宿営所として使用したためであり、地主貴族の「領主館」ではなく「城館」と呼ばれたのもこのためである。だが、第一次大戦後のインフレーションで経営が逼迫した。戦地から帰還した長男ハインリヒは、ボルヒャースドルフとオッテンハーゲンの2つの農場（2,500ヘクタール）を売却し、経営を維持した。第二次大戦でハインリヒが徴兵され、1942年11月に戦死すると、次男ディーターがフリードリヒシュタイン所領を受け継ぎ、ソ連軍の進撃が迫るなか、なおも国防軍指定農場の経営者として、農林業の生産性の維持に努めた。

### 反ナチ運動 - 7月20日事件
マリオンは、兄ハインリヒの結婚後、しばらくの間、プロイシッシュ・ホランド郡の所領を管理していたが、ハインリヒが徴兵されたときにフリードリヒシタインに戻っていた。次兄ディーターはレーンドルフ家のカーリーンと結婚したが、カーリーンの兄ハインリヒ（ハインリヒ・グラーフ・フォン・レーンホフ＝シュタインオルトは、レーンドルフ伯爵家の本拠シュタインオルト（現ポーランドのシュティノルト）所領を1936年に相続した同所領最後の所有者である。1944年7月20日にクラウス・フォン・シュタウフェンベルク大佐が敢行したヒトラー暗殺計画（7月20日事件、ヴァルキューレ作戦）の舞台の一つ、マウアーヴァルト陸軍総司令部（現ポーランドのマメルキ）はシュタインオルト所領内にあり、ハインリヒはこの暗殺計画に加担し、同年9月4日にプレッツェンゼー刑務所で絞首刑に処された。また、マリオンが個人的に協力を求めたドーナ家のハイリンリヒ（ハインリヒ・グラーフ・ツー・ドーナ＝シュロビッテン）もまた、プレッツェンゼー刑務所で処刑された。さらに、1926年から1933年までデーンホフ家の森林管理人を務めたクルト・フォン・プレッテンベルク男爵は暗殺計画の準備に関わったために翌45年にゲシュタポに逮捕され、自白して仲間を危険にさらす代わりに投身自殺した。マリオン・デーンホフは、フォン・プレッテンベルクが彼女の思考や判断に大きな影響を与えたと語っている。シュタウフェンベルクを中心とするこうした有力貴族の反ナチ運動において、マリオン・デーンホフは主に連絡係を担当し、重要文書の伝達のために東プロイセンとベルリンの間を行き来した。シュタウフェンベルクらの処刑後、仲間が次々と逮捕・処刑され、彼女もゲシュタポに逮捕された。前年から彼女の活動に疑いを持ったナチス党の叔父が、郵便局に彼女が発送する郵便物の宛先を書き留めておくよう頼んでいたからである。だが、彼女は、厳しい尋問を受けた後に釈放された。

## 学業
デーンホフの反ナチ運動は、これ以前の学生時代から始まっていた。1932年にフランクフルト大学（現ヨハン・ヴォルフガング・ゲーテ大学フランクフルト・アム・マイン）に入学し経済学を専攻。共産主義グループと活動を共にした彼女は「赤い伯爵令嬢」と呼ばれていた。後に「私は共産主義者よりはリベラルだけれど、あの頃、本気でナチズム打倒を目指していたのは共産主義者だけだった」と回想している。1933年にヒトラー内閣が成立するとスイスに移り住み、バーゼル大学に編入。ここでも抵抗運動に参加した。博士論文の指導教官で経済学者のエドガー・ザリーンはユダヤ人であった。博士論文はマルクス主義哲学について書こうとしていたが、ザリーンにデーンホフ家の歴史について書くよう勧められた。「東ドイツ大所領の創設と管理 ― フリードリヒシュタインの財産：ドイツ騎士団の時代から農奴解放まで」と題するこの論文は東欧経済史における重要な研究とされている。

## 赤軍の東プロイセン侵攻

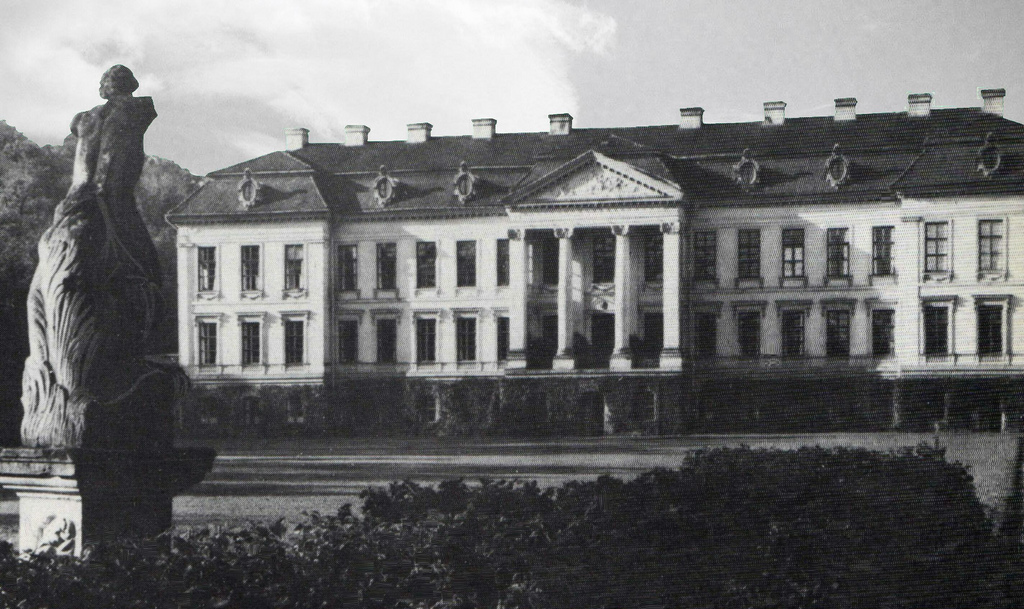
失われたフリードリヒシュタイン城 (1927年)

この後、オックスフォード大学で6か月間学び、所領の管理のために東プロイセンに戻ったのは1938年のことである。1944年のヒトラー暗殺計画に失敗した後、1945年1月にソ連赤軍が東プロイセンに侵攻（東プロイセン攻勢）。デーンホフはフリードリヒシュタイン城と土地を棄て、馬に乗って一人、西側への逃亡を開始した。凍てつく寒さのなか、2千キロを6週間かけて走り続け、ハンブルクにたどり着いた。1962年に出版され多くの言語に翻訳された『もう誰も口にしない名前』（邦題『喪われた栄光 ― プロシアの悲劇』）には、住民が慌ただしく住み慣れた土地を引き払う様子が、その後の苦難とともに描かれている。この後、ソ連・ポーランドに併合されて失った祖国に対する愛を、デーンホフは、「おそらく、最大の愛は、所有することなく愛すること」と表現し、50年後にもなお、「私の祖国は東プロイセン。なぜなら、失われた風景、自然、動物たちが恋しいから」と語っている。

## 『ディー・ツァイト』紙

### 創刊
1946年、ハンブルクで社会民主主義のドイツ知識人による週刊新聞『ディー・ツァイト』が創刊された。デーンホフはこの立ち上げから参加している。きっかけは英国軍占領地帯の司令官に送った2本の記事（ナチスの国家社会主義に関する記事、ドイツ民主主義国家建設のために講じるべき手段について論じた記事）であった。

### 「カール・シュミットが辞めるか、私が辞めるかしかない」
以後、デーンホフは92歳で亡くなるまで『ディー・ツァイト』紙に身を捧げることになるが、1年ほど『ディー・ツァイト』を離れ、ロンドンに本拠を置く『オブザーバー』紙に寄稿していた時期がある。『ディー・ツァイト』紙が、ワイマール政権からナチス政権にかけてそのイデオロギーを支えた法学者カール・シュミットの記事を掲載した1954年のことである。デーンホフは「シュミットが辞めるか、私が辞めるかしかない」と妥協を許さない態度を示したが、経営責任者3人のうち2人の決定によりシュミットの記事は掲載された。彼女は後に、「最悪の場合、編集部がシュミットと話し合いの場をもつことは認めたが、彼に記事を書かせるわけにはいかなかった。私が第三帝国（ナチス・ドイツ政権）下で、「ハイル・ヒトラー」と言わない（ナチス式敬礼をしない）というような最低限の原則を守り通したのと同じだ」と語っている。翌55年、戦時中に反ナチズムにより英国に亡命していた政治家（ドイツキリスト教民主同盟）のゲルト・ブツェリウスが経営責任者に就任したときにデーンホフは『ディー・ツァイト』紙に戻り、同年、政治担当編集委員、1968年に編集長に就任した。

### 東西の和解
特権階級に生まれ育ったことで祖国や人間の尊厳・自由の感覚が育まれたという彼女がジャーナリズムの道を選んだのは、こうした基本的な権利を奪われた南アフリカ、中東、東欧の人々について書きたいという気持ちからであり、同時にまた、「（恥ずべきナチス・ドイツではなく）まともなドイツを築くこと、良質な新聞を作ること」を個人的な信条としていた彼女は、『ディー・ツァイト』紙上で「ドイツが国際的な信頼を回復するためには、国家および他国との関係を根本的に構築し直さなければならない」と訴え続けた。
彼女は政党から独立した立場を貫いたが、思想的にはドイツ社会民主党に近かった。コンラート・アデナウアー首相が1955年に提唱したハルシュタイン原則に示されるように、東側諸国との和解など到底考えられなかった時代に、彼女はこれを断固として主張した人物、特に1952年3月にアデナウアーがスターリンからの「ドイツを再統一し、中立化する」との提案を一蹴したとき、この判断は間違っていると主張した数少ない人物の一人であった。また、1959年に掲載された「民衆をもてあそぶな」と題する記事では、政権延命のためにルートヴィヒ・エアハルトをほとんど実権のない連邦大統領に据えようとしたアデナウアーを批判し、辞任を求めた。東西ドイツの和解を熱心に支持していたデーンホフにとって、アデナウアーは「反プロイセン意識が強く」、「ベルリンが再びドイツの首都になることなど決してない」と考える「権威主義者」であった。

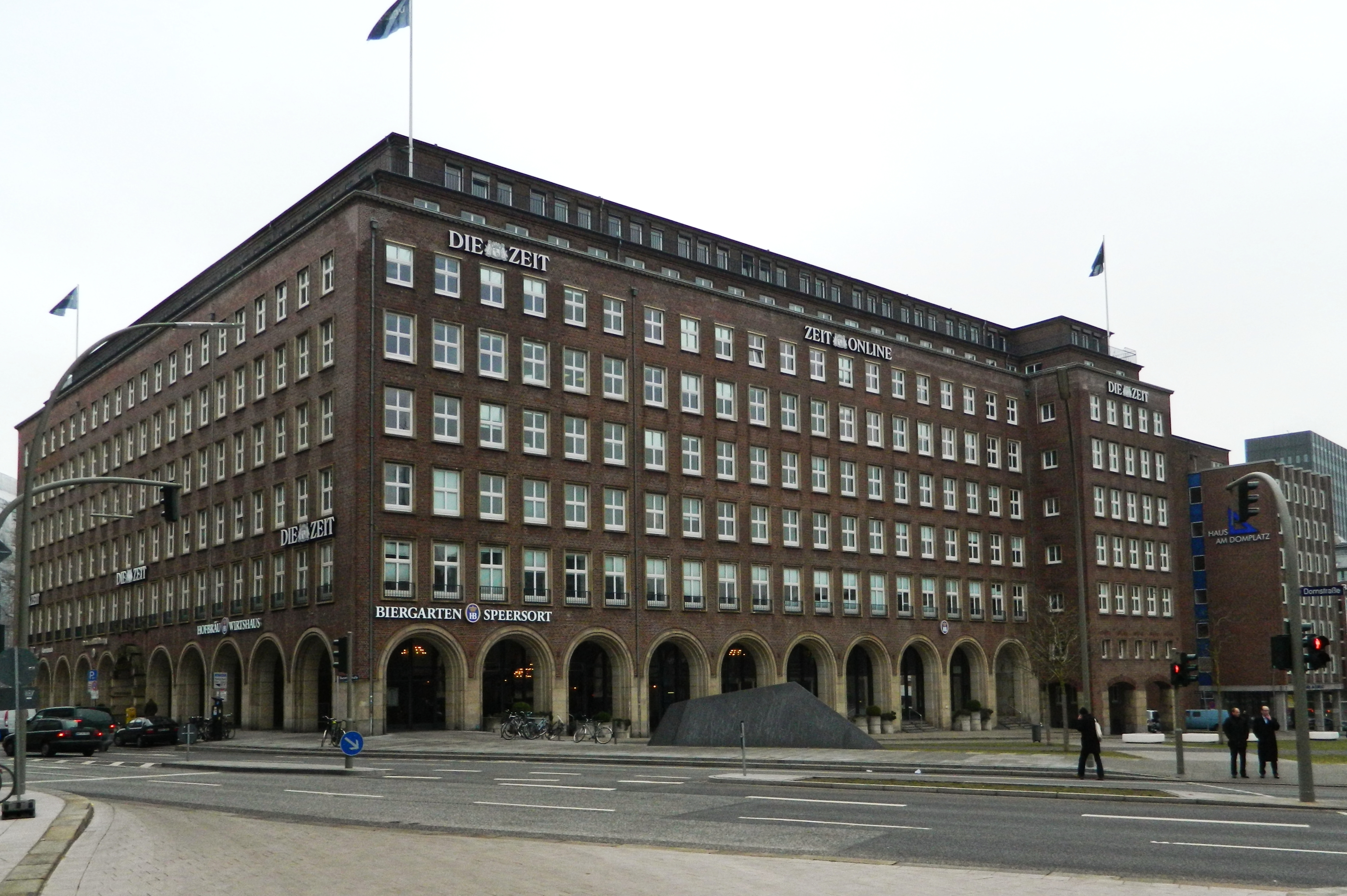
ディー・ツァイト社

1969年に首相に就任したヴィリー・ブラントが東側諸国との関係正常化を目指した東方外交を打ち出したとき、デーンホフはこれを全面的に支持した。彼女は『ディー・ツァイト』が東側諸国について大々的に取り上げることを約束し、自らポーランド問題を専門に調査・執筆した。デーンホフはオーデル・ナイセ線（1945年のポツダム会談により暫定的に設定されたドイツ・ポーランドの国境線）は廃止すべきであると主張し続け、1970年に、ブラント首相から、オーデル・ナイセ線をドイツ・ポーランドの国境として確認するワルシャワ条約調印式への参加を求められたが断った。「二度と戦争を起こさないためにはやむを得ないこと」と考える一方で、まだこの現実を受け入れることができなかったからである。ブラントはこの代わりに、彼女の求めに応じて『ディー・ツァイト』に「プロイセンの墓に捧げる十字架」と題する記事を発表した。
1971年、冷戦期の東西和解に関する著作物によりドイツ書籍協会平和賞を受けた。ジャーナリストのヘラ・ピックは、「ドイツはマリオン・デーンホフから計り知れない恩恵を受けている。彼女はドイツの心をとらえ、報道界において女性が高い地位を占めるのがまだ極めてまれであった時代にガラスの天井を打ち破った女性であり、それだけに一層彼女の業績は輝かしい」と評している。1972年に経営責任者に就任。新編集長には『ドイツの将来 ― その文化と政治経済』の共著者テオ・ゾンマーが就任した。翌73年には元連邦首相ヘルムート・シュミットが共同経営責任者として参加した。デーンホフは2002年に92歳で亡くなるまで経営責任者を務めた。
彼女はほぼ50年にわたって『ディー・ツァイト』に記事を発表し続け、少なくとも週に一度は非常に詳しい情報を提供する長い記事を書き、ほとんど働き詰めであった。一方で、著書を発表し、取材に奔走し、戦後の主要な立役者と会談し、また、社会活動、環境保全活動にも取り組んでいた。

## 晩年・死去

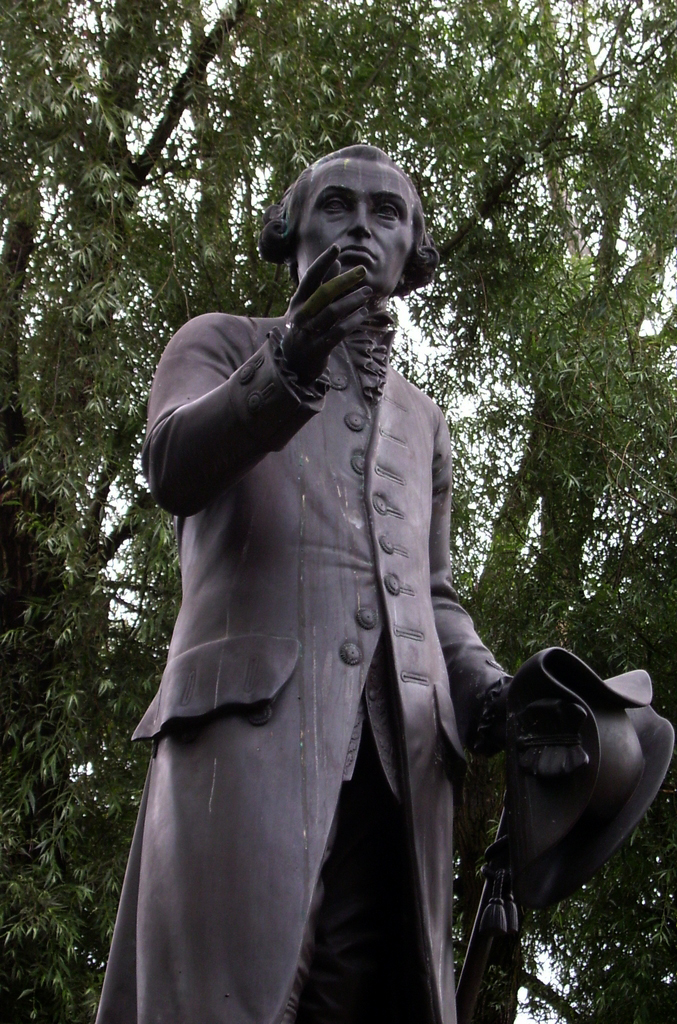
戦時中、フリードリヒシュタイン城に保管された後、行方不明になり、デーンホフによって復元されたカント像。

1988年、ケーニヒスベルク（ロシア連邦カリーニングラード州）を再訪した。プロイセン王国の哲学者でケーニヒスベルク大学の哲学教授であったイマヌエル・カントの銅像を同大学構内に建てるためである。ドイツ古典主義の彫刻家クリスティアン・ダニエル・ラウフが制作した原作品は爆撃に備えてフリードリヒシュタイン城に移動し、ソ連軍の攻撃の直前に地中に埋められたのだが、戦後、行方不明になっていた。石膏模型が残っていたため、デーンホフはハラルト・ハーケに復元を依頼したのである。
同年にはまた、『東プロイセンで過ごした子ども時代』を発表し、英語、フランス語ほか数か国語に翻訳された。回想録であり、歴史や政治に直接言及するものではないが、「ナチズム、戦争、他民族に対する憎しみによってドイツのみならず西欧文明が被った計り知れない損失」、「永遠に失われた東欧」を知らしめるものと評価された。
翌89年には又甥で作家のフリードリヒ・デーンホフとともに旧東プロイセンの所領を訪れたが、「もう何も、まったく何も残っていなかった。瓦礫一つすら残っていなかった」。フリードリヒは彼女の没後に彼女の40年間の写真や文章を編集し、『旅の心象』と題して出版した。
1999年、彼女が90歳を迎えたとき、ポーランド人とドイツ人が共に彼女の誕生日を祝い、オーデル・ナイセ線を越えるという象徴的な行為により彼女の長年の夢を叶えた。
2002年に92歳で死去。慎み深く厳格で、結婚することも子どもをもつこともなく、自らの政治的信条と『ディー・ツァイト』に身を捧げた女性として記憶されることになった。
1998年、彫刻家マンフレート・ジーレ＝ヴィッセルがデーンホフの頭像を制作した。生誕100年の2009年にはデーンホフのプロフィールのある10ユーロ硬貨が発売された。ハンブルクのブランケネセ地区にあるヴィルヘーデン・ギムナジウムは2009年にマリオン・デーンホフ・ギムナジウムに改名された。ドイツ書籍協会平和賞のほか、多くの賞を受賞している（以下参照）。

## 受賞・栄誉
- テオドーア・ホイス賞（ドイツ語版）(1966年) - テオドーア・ホイス
- ドイツ書籍協会平和賞 (1971年) - フランクフルト・ブックフェア
- ハンブルク大学名誉評議員[9] (1982年)
- ハインリヒ・ハイネ賞（ドイツ語版）(1988年) - ハインリヒ・ハイネ
- アメリカ芸術科学アカデミー会員 (1990年)
- 4つの自由賞（言論・表現の自由）(1994年)
- エーリッヒ・ケストナー賞（ドイツ語版）（ドレスデン、1996年）- エーリッヒ・ケストナー
- ラインホルト・マイヤー・メダル（ドイツ語版）(1996年) - ラインホルト・マイヤー
- ハンブルク市名誉市民[10] (1999年)

名誉博士：バーミンガム大学、コロンビア大学、ジョージタウン大学、カリーニングラード州立大学 (現イマニュエル・カント・バルト連邦大学(1999年) ほか多数。

## 著書
- Entstehung und Bewirtschaftung eines ostdeutschen Großbetriebes. Die Friedrichstein-Güter von der Ordenszeit bis zur Bauernbefreiung (東ドイツ大所領の創設と管理 ― フリードリヒシュタインの財産：ドイツ騎士団の時代から農奴解放まで), 1935 - バーゼル大学提出の博士論文。
- In Memoriam 20. Juli 1944. Den Freunden zum Gedächtnis (1944年7月20日の回想録 ― 友の思い出に). Privatdruck Hamburg 1945
- Namen, die keiner mehr nennt. Ostpreußen, Menschen und Geschichten, 1962; (新版) Diederichs, Düsseldorf/Köln , 1971
  - 『喪われた栄光 ― プロシアの悲劇』片岡啓治訳、学習研究社 (ガッケン・ブックス)、1963年。
- Die Bundesrepublik in der Ära Adenauer. Kritik und Perspektiven (アデナウアー時代の連邦共和国 ― 批判と展望), Rowohlt, Reinbek 1963
- Reise in ein fernes Land: Bericht über Kultur, Wirtschaft und Politik in der DDR. Nannen, Hamburg 1964; (改訂新版) Weit ist der Weg nach Osten. Deutsche Verlags-Anstalt, München 1985 - ルドルフ・ワルター・レオンハルト（ドイツ語版）、テオ・ゾンマー共著。
  - 『ドイツの将来 ― その文化と政治経済』片岡啓治訳、弘文堂 (フロンティア・ブックス)、1965年。
- Deutsche Außenpolitik von Adenauer bis Brandt (アデナウアーからブラントまでのドイツ外交政策). Hoffmann und Campe, Hamburg 1970; (新版) 1982
- Menschen, die wissen, worum es geht. Politische Schicksale 1916–1976 (これがどういうことなのかわかっている人々 ― 政治的運命1916-1976 ). Hoffmann und Campe, Hamburg 1976
- Von gestern nach übermorgen (昨日から明後日まで). Albrecht Knaus, München 1981; (新版) 1996
- Amerikanische Wechselbäder. Beobachtungen und Kommentare aus vier Jahrzehnten (アメリカのシャトルバス ― 40年間の観察と解説). Deutsche Verlags Anstalt, München 1983

- Preußen. Maß und Maßlosigkeit (プロイセン ― 節度と過度). btb, München, 1987; (新版) 2002
- Kindheit in Ostpreußen (東プロイセンにおける子ども時代). btb, München 1988; (新版) 1998
- Gestalten unserer Zeit: Politische Porträts (我々の時代の人物 ― 政治家の肖像). Goldmann, München 1990; (新版) 2000
- Versöhnung: Polen und Deutsche. Die schwierige Versöhnung. Betrachtungen aus drei Jahrzehnten (和解 ― ポーランドと東西ドイツ ― 困難な和解：30年間の考察). Goldmann. München 1991; (新版) 1998 - フライムート・ドゥーヴェ（ドイツ語版）共編。
- Weil das Land sich ändern muß. Manifest I (なぜならば、この国は変わらなければならないから ― 宣言I). Rowohlt, Reinbek 1992
- Weil das Land Versöhnung braucht. Manifest II (なぜならば、この地では和解が必要だから ― 宣言II). Rowohlt, Reinbek 1992
- Im Wartesaal der Geschichte. Vom Kalten Krieg zur Wiedervereinigung (歴史の待合室で ― 冷戦から和解へ). Deutsche Verlags Anstalt München 1993
- Um der Ehre Willen. Erinnerungen an die Freunde vom 20. Juli (名誉のために ― 7月20日の友の思い出), Siedler, Berlin 1994

- Zivilisiert den Kapitalismus. Grenzen der Freiheit (資本主義を教化する ― 自由の限界). Droemer Knaur, München 1997; (新版) 1999
- Der Effendi wünscht zu beten. Reisen in die vergangene Fremde (師は祈りを求める ― 異国の過去への旅), Siedler, Berlin 1998
- Menschenrecht und Bürgersinn (人権と市民権), Droemer Knaur, München 1999; (新版) 2002
- Macht und Moral. Was wird aus der Gesellschaft? (権力と道徳 ― 社会はどうなるのか), Kiepenheuer & Witsch, Köln 2000
- Deutschland, deine Kanzler. Die Geschichte der Bundesrepublik 1949–1999 (あなた方の首相はドイツ ― 連邦共和国の歴史1949-1999), Siedler, Berlin 1999
- Vier Jahrzehnte politischer Begegnungen (政治会談の40年). Orbis, München 2001
- Was mir wichtig war. Letzte Aufzeichnungen und Gespräche (私にとって重要だったこと ― 最後の記録・対談). Siedler, Berlin 2002
- Ritt durch Masuren, aufgeschrieben 1941 (マズールィを駆け抜ける ― 1941年の著作), Rautenberg. Troisdorf 2002
- Ein wenig betrübt, Ihre Marion. Marion Gräfin Dönhoff und Gerd Bucerius. Ein Briefwechsel aus fünf Jahrzehnten (マリオンは少し悲しい ― マリオン・グレーフィン・デーンホフとゲルト・ブツェリウス ― 50年間の往復書簡), Siedler, Berlin 2003
- Reisebilder. Fotografien und Texte aus vier Jahrzehnten (旅の心象 ― 40年間の写真と文章). Hoffmann und Campe, Hamburg 2004 - フリードリヒ・デーンホフ編集。

その他の邦訳
- 「ベトナムの影の中で ― 列強の政策とアジアの弾力性」『国際情勢資料特集』内閣情報調査室監修、内外情勢調査会編、1966年11月、3-16頁[11]。

## 参考資料
- Dönhoff, Marion, Countess (B. 1909) - encyclopedia.com
- Marion Countess Dönhoff (2002) - The Telegraph
- Livre “Une enfance en Prusse-orientale. 1909-1945” (2019) - Noblesse & Royautés
- Kate Connolly, Hella Pick, Marion Dönhoff, Distinguished journalist who epitomised the enlightened spirit of Germany (2002) - The Guardian
- Odile Benyahia-Kouider, Marion Dönhoff. L'épopée de la comtesse démocrate (1995) - Libération
- 加藤房雄「ドイツ農村社会の苦闘と終焉 ― 東プロイセンの世襲財産所領の事例に即して」『廣島大學經濟論叢』第38巻第2号、広島大学経済学会、2014年11月28日、47-63頁。
- マルタ・シャート（ドイツ語版）著『ヒトラーに抗した女たち ― その比類なき勇気と良心の記録』田村万里、山本邦子共訳、行路社、2008年 - 第5章：クライザウ・サークルにおける抵抗運動 / マリオン・デーンホフ伯爵令嬢 / 1944年7月20日事件の抵抗運動闘士の妻たち（原著：Frauen gegen Hitler: Schicksale im Nationalsozialismus）。